# 海壩街
海壩街（英語：Hoi Pa Street）是香港一條行車馬路，位於新界荃灣區荃灣市中心，由香車街開始，去到眾安街為止，全長750米，當中大河道到鱟地坊一段已經成為行人路。此街道聚集有多間食肆及民生商店，是區內其中一個主要消費點。
新界區專線小巴96線於2003年12月西鐵綫通車時改以海壩街為總站，成為唯一以海壩街為總站的專綫小巴路線。

## 圖片集

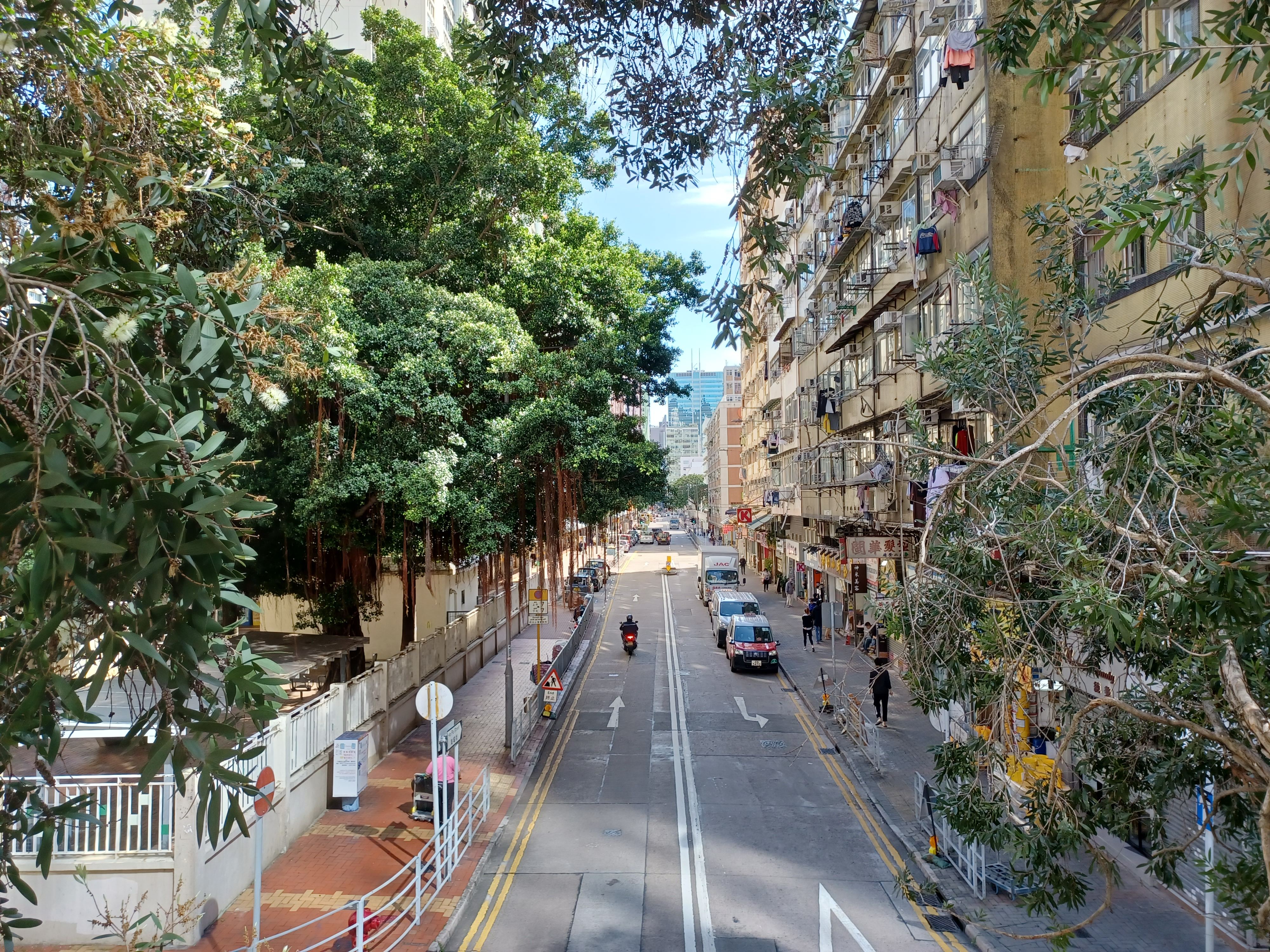
海壩街與大涌道交界
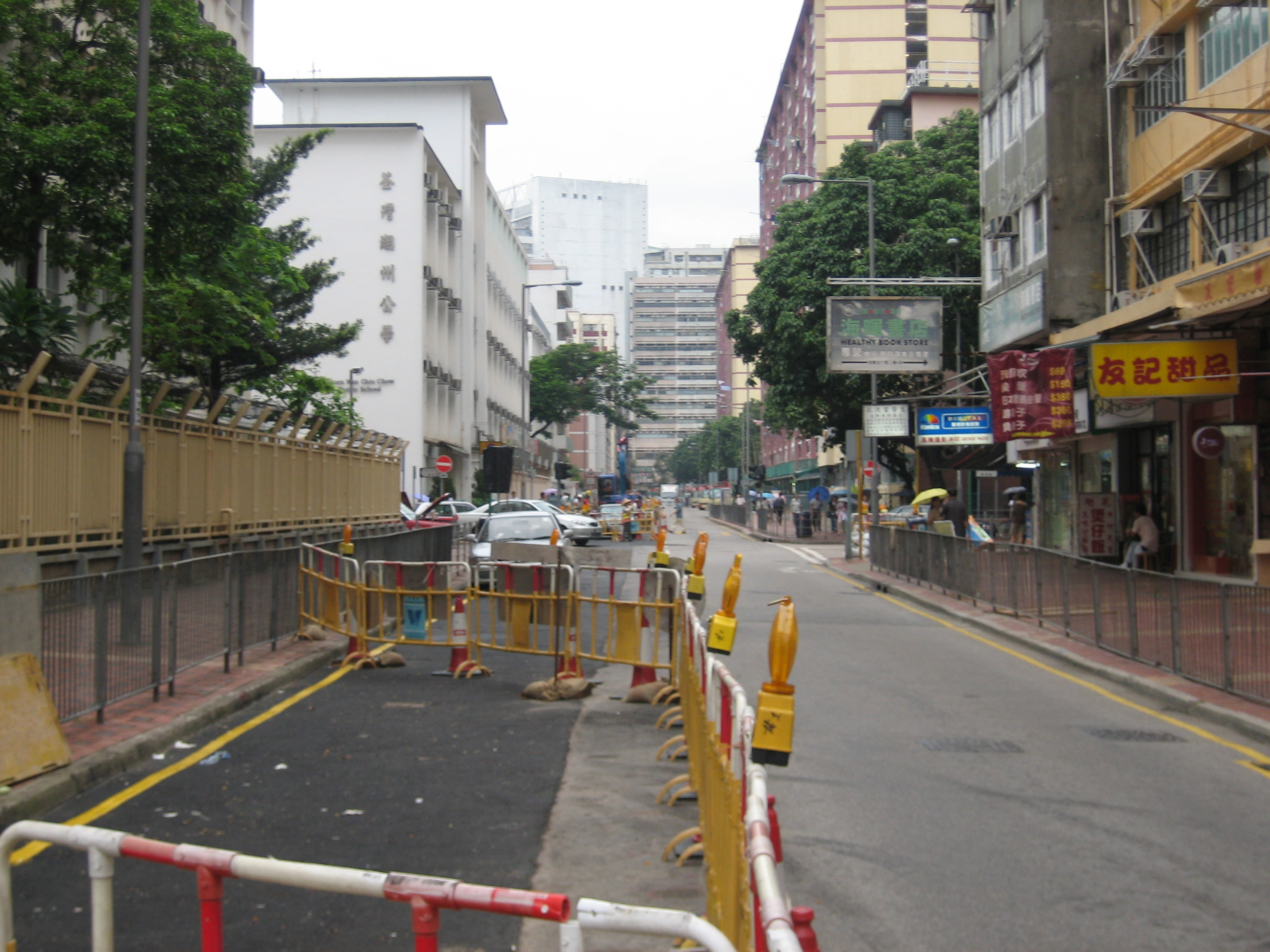
2008年9月的海壩街，当时正在进行修路工程
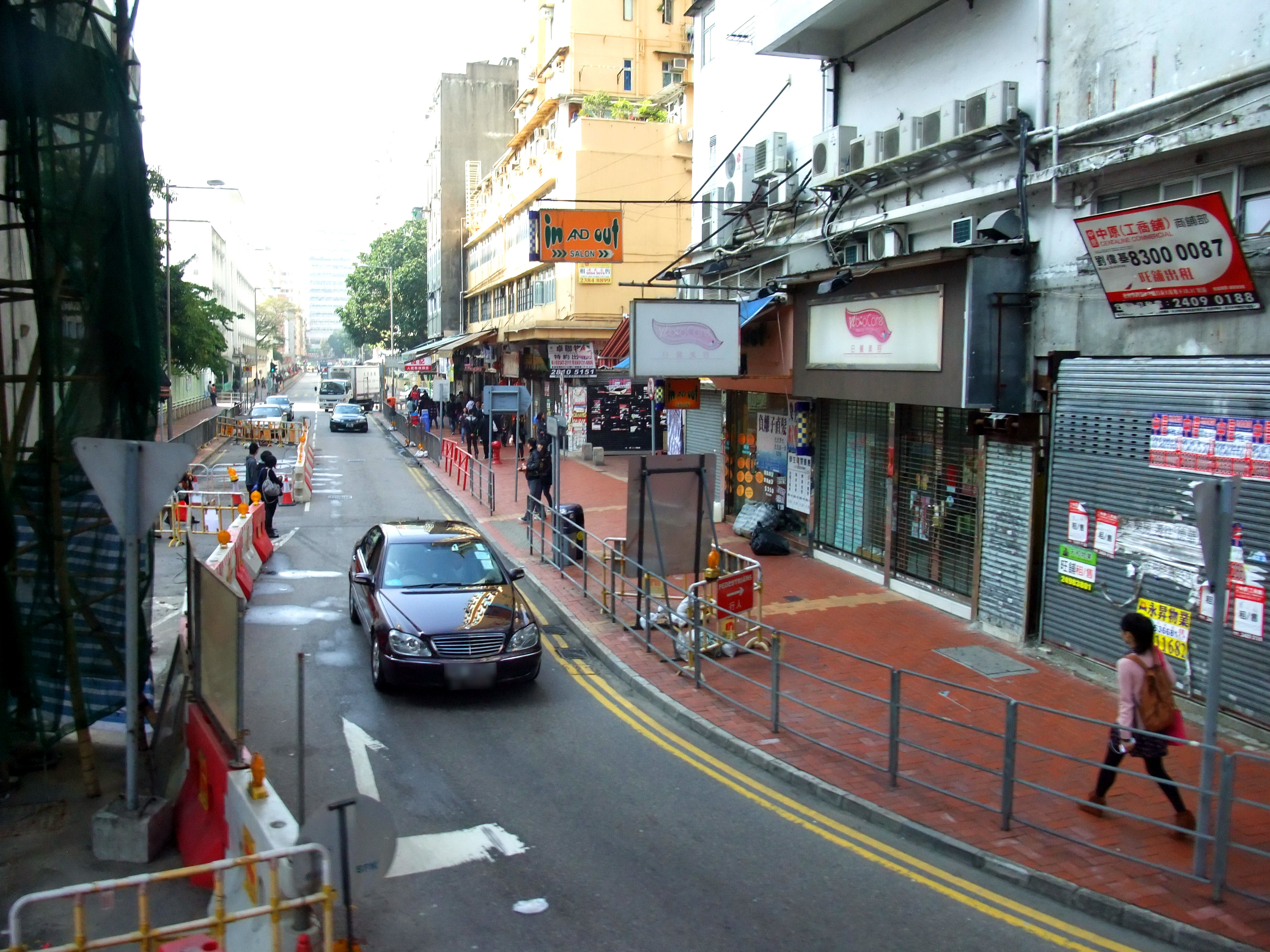
海壩街與大河道交界，左方為興建中的荃灣行人天橋網絡擴充工程。（2012年1月）
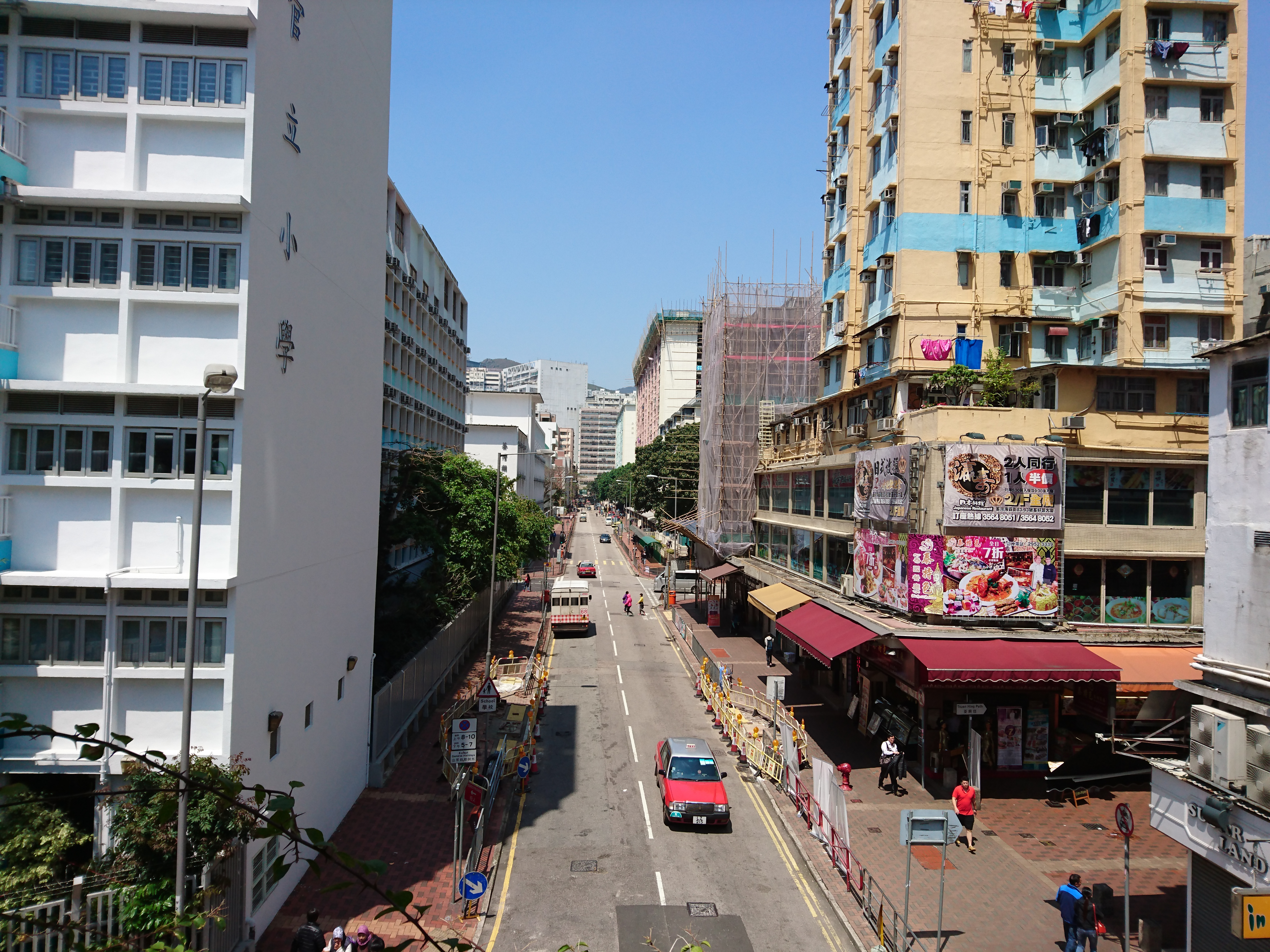
海壩街與大河道交界
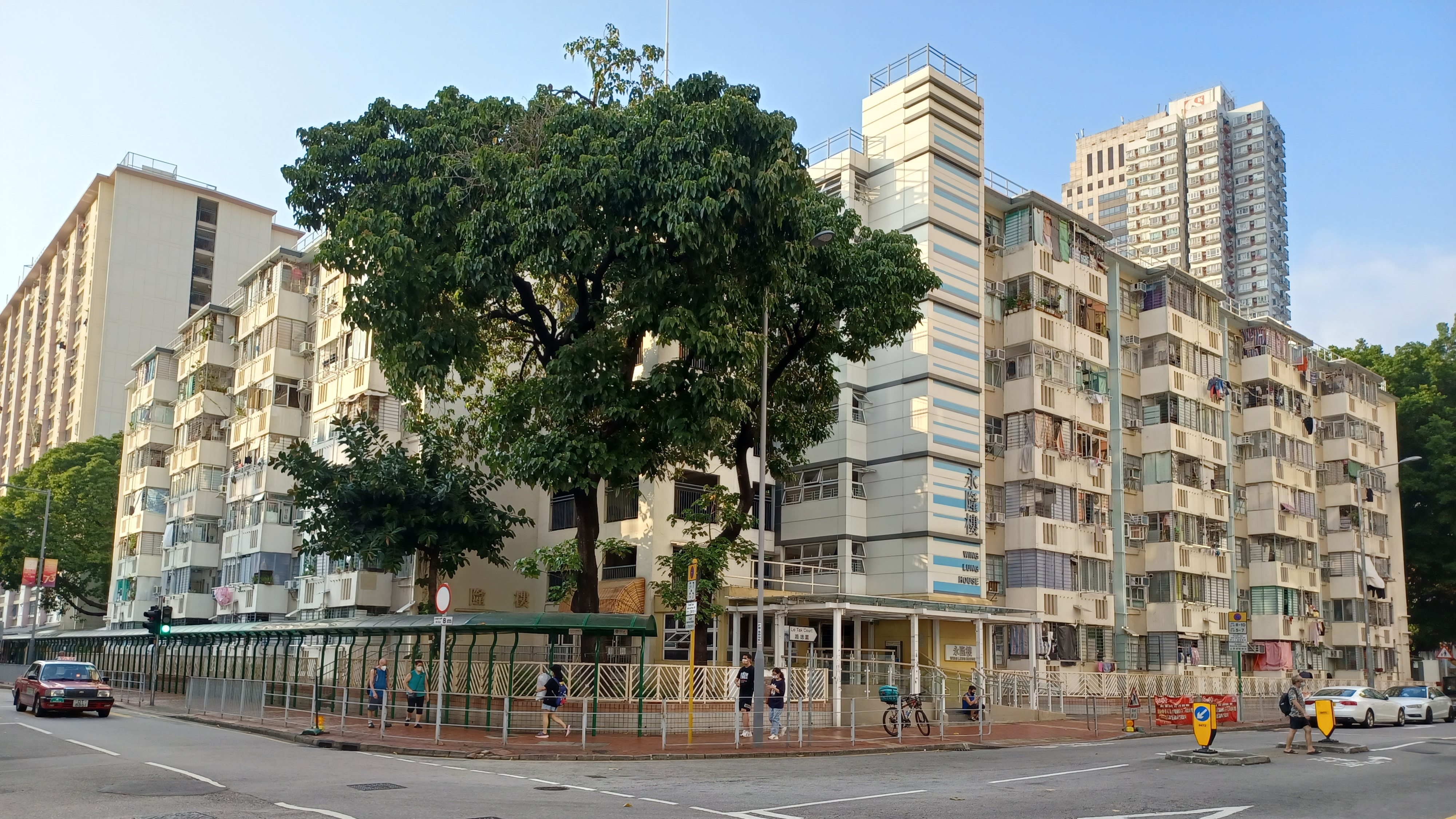
福來邨永隆樓
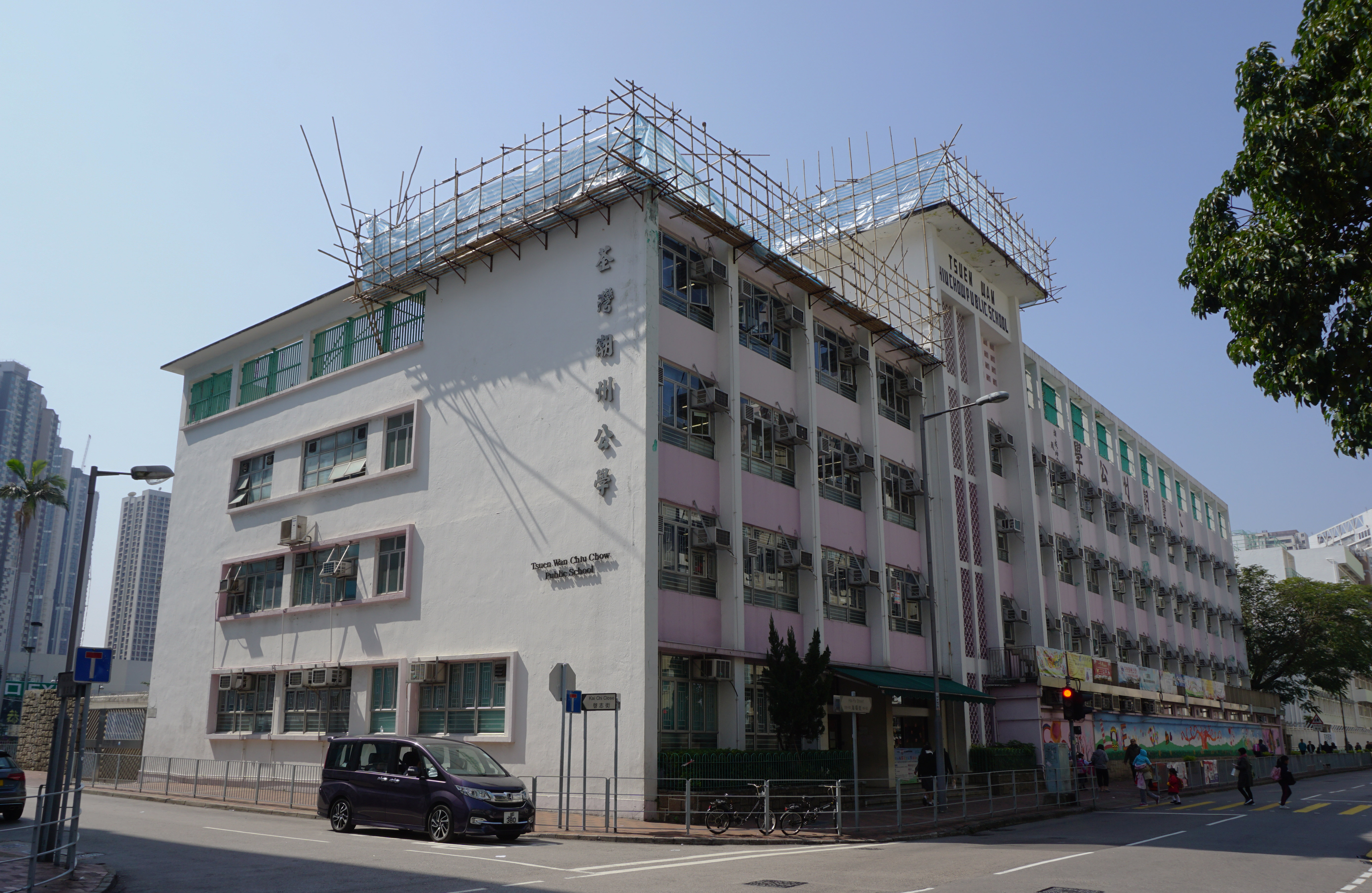
荃灣潮州公學
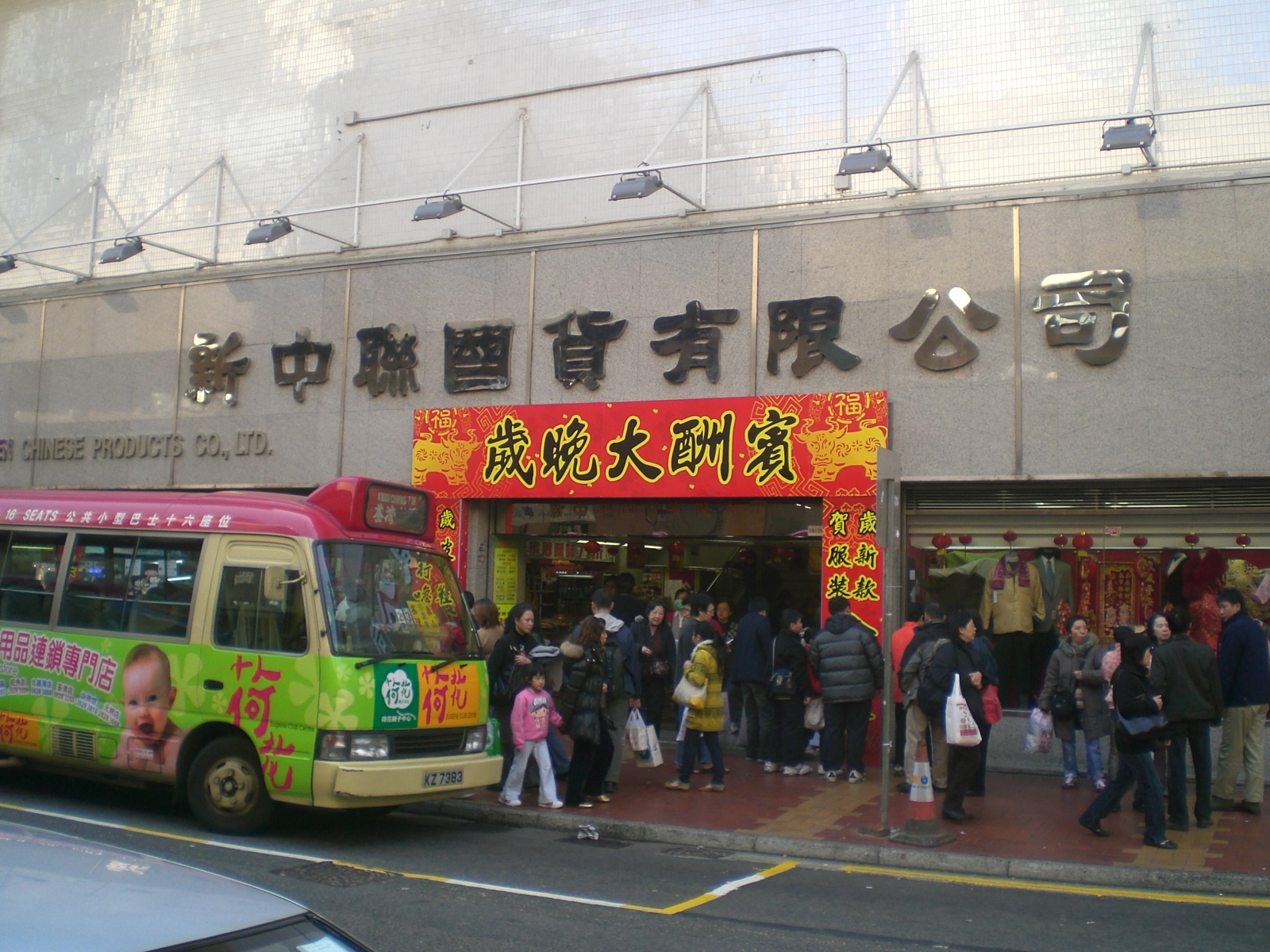
於2012年初結業的新中聯國貨有限公司（2009年）

## 沿途街道
- 眾安街
- 川龍街
- 鱟地坊
- 大河道
- 路德圍
- 啓志街
- 啓康街
- 曹公街
- 香車街
- 大涌道